# Des Lebens Würfelspiel
Des Lebens Würfelspiel er en tysk stumfilm fra 1925 instrueret af Heinz Paul.

## Medvirkende
- Frida Richard som Witwe Krüger
- Hella Moja som Aenne
- Margarete Lanner som Lotte
- Gerhard Ritterband
- Paul Hartmann som Hanns Freiherr v. Rhoden
- Arnold Korff
- Hans Brausewetter som Emil Päschke
- Wilhelm Diegelmann som Wilh. Päschke
- Ilka Grüning som Emils Mutter